# 广德南站
广德南站位于中华人民共和国安徽省宣城市广德市桃州镇，是合杭高速铁路在安徽省内的最後一站。车站站房面积约12000平方米，站台规模2台4线，2020年6月28日随商杭客运专线合肥至湖州段开通而投入使用。

## 车站结构

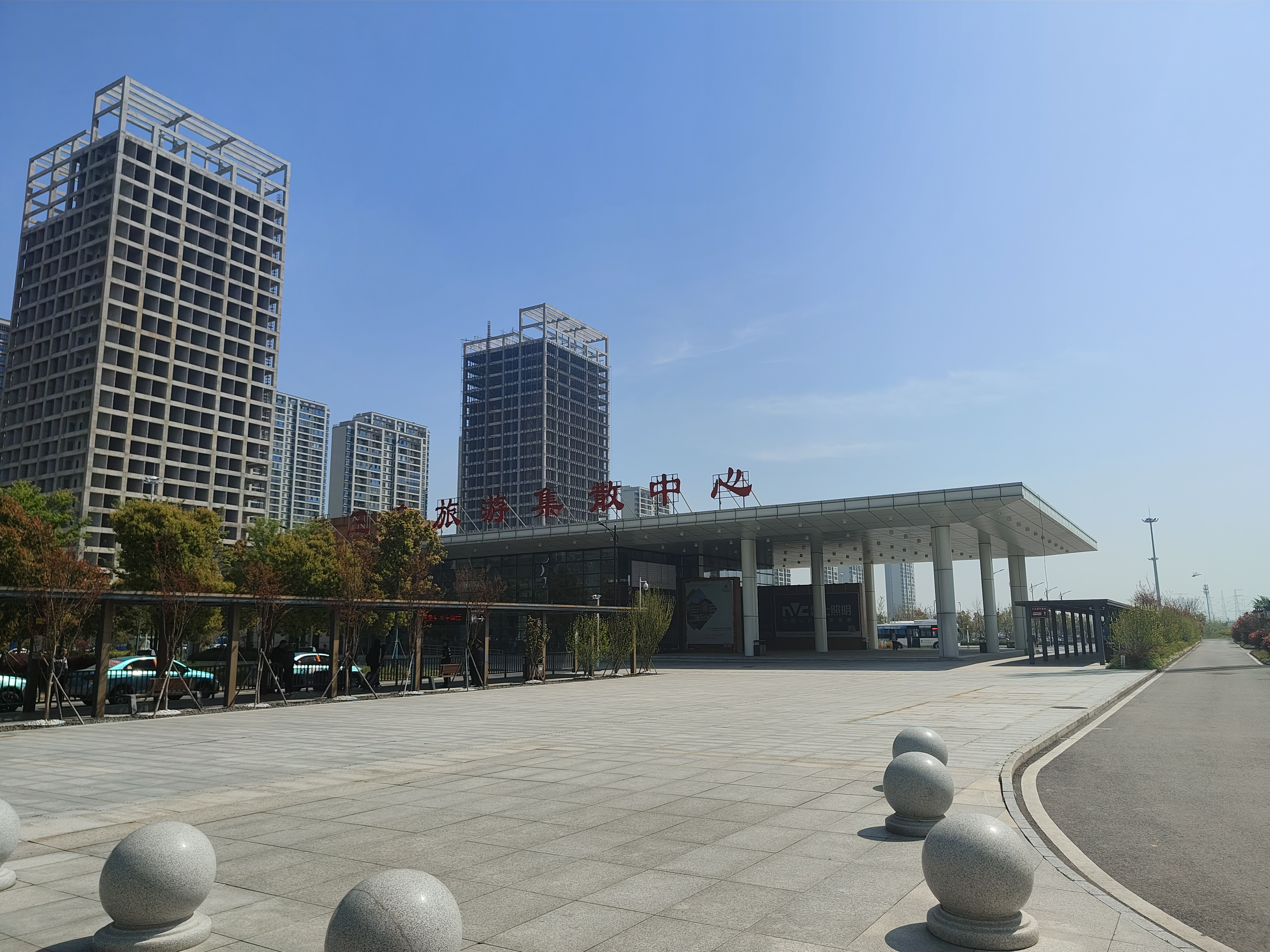
位于广德南站的长三角旅游集散中心

广德南站站房面积11981平方米，外立面设计以“竹文化”为意向。车站售票厅设有10台自动售票机和5个人工窗口。候车大厅位于站房中部，内设2台自动售票机；候车厅根据乘车方向共有上下两层，每个检票口设有7台闸机。